# Gustav Hollaender

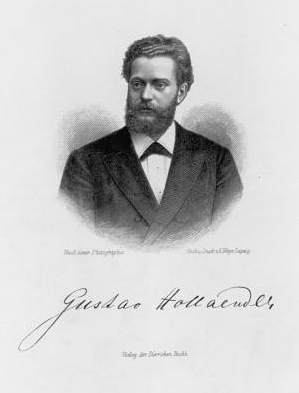
Gustav Hollaender.

Gustav Hollaender, född den 15 februari 1855 i Schlesien, död den 5 december 1915 i Berlin, var en tysk violinist, bror till Victor och Felix Hollaender.
Hollaender var elev av Ferdinand David i Leipzig samt av Joseph Joachim och Friedrich Kiel i Berlin. Han blev 1874 medlem av hovoperaorkestern och violinlärare vid Kullaks akademi i Berlin, 1881 konsertmästare vid Gürzenichorkestern i Köln och lärare vid konservatoriet där samt företog som primviolinist i Kölnstråkkvartetten vidsträckta konsertresor med denna. Han var sedan 1894 direktör för Sternska konservatoriet i Berlin, med professors titel. Hollaender komponerade bland annat två violinkonserter.